# 訃報 2018年7月
訃報 2018年7月（ふほう 2018ねん7がつ）では、2018年7月に物故した、又は物故が報じられた人物についてまとめる。

## (1日 - 15日)

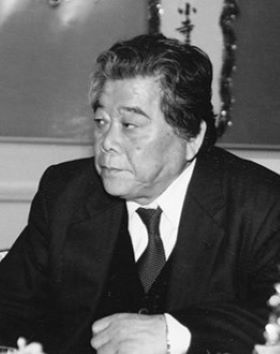
小見山輝／7月1日没

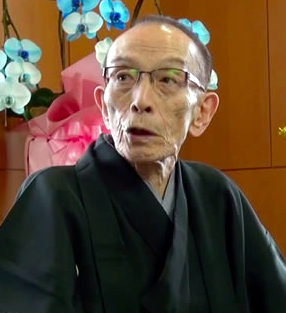
桂歌丸／7月2日没

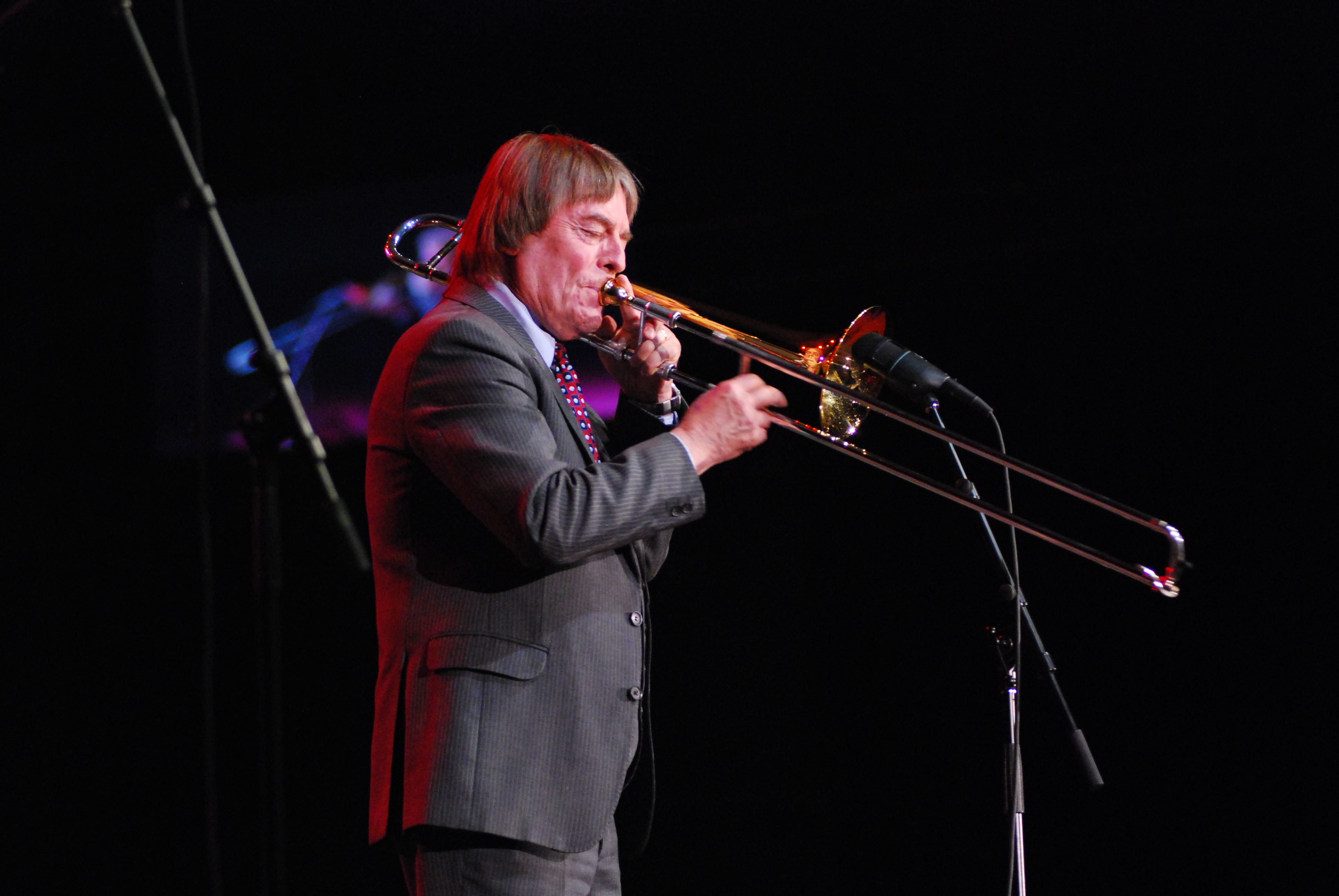
ビル・ワトラス／7月2日没

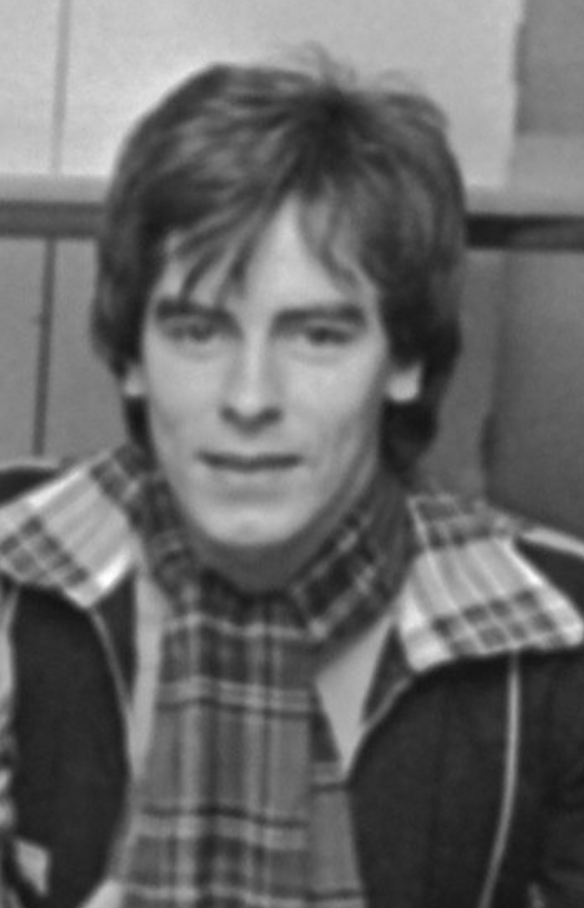
アラン・ロングミュアー／7月2日没

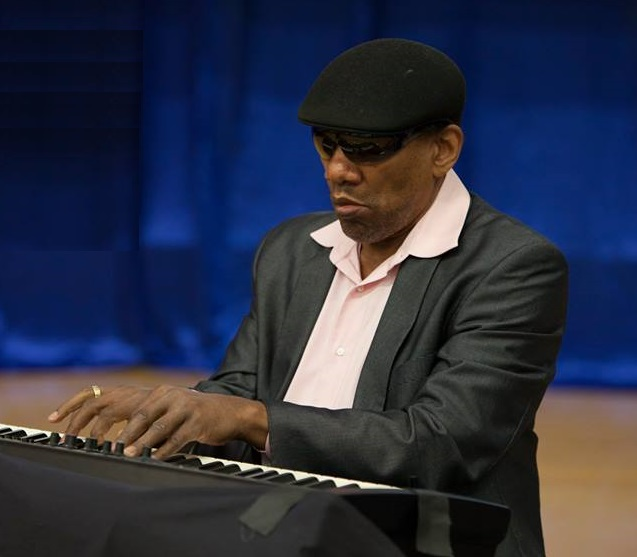
ヘンリー・バトラー／7月2日没

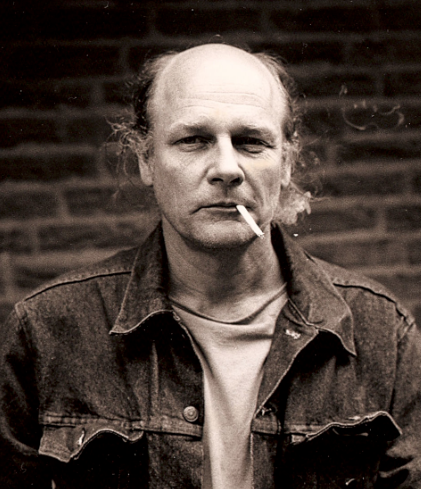
ロビー・ミューラー]／7月4日没

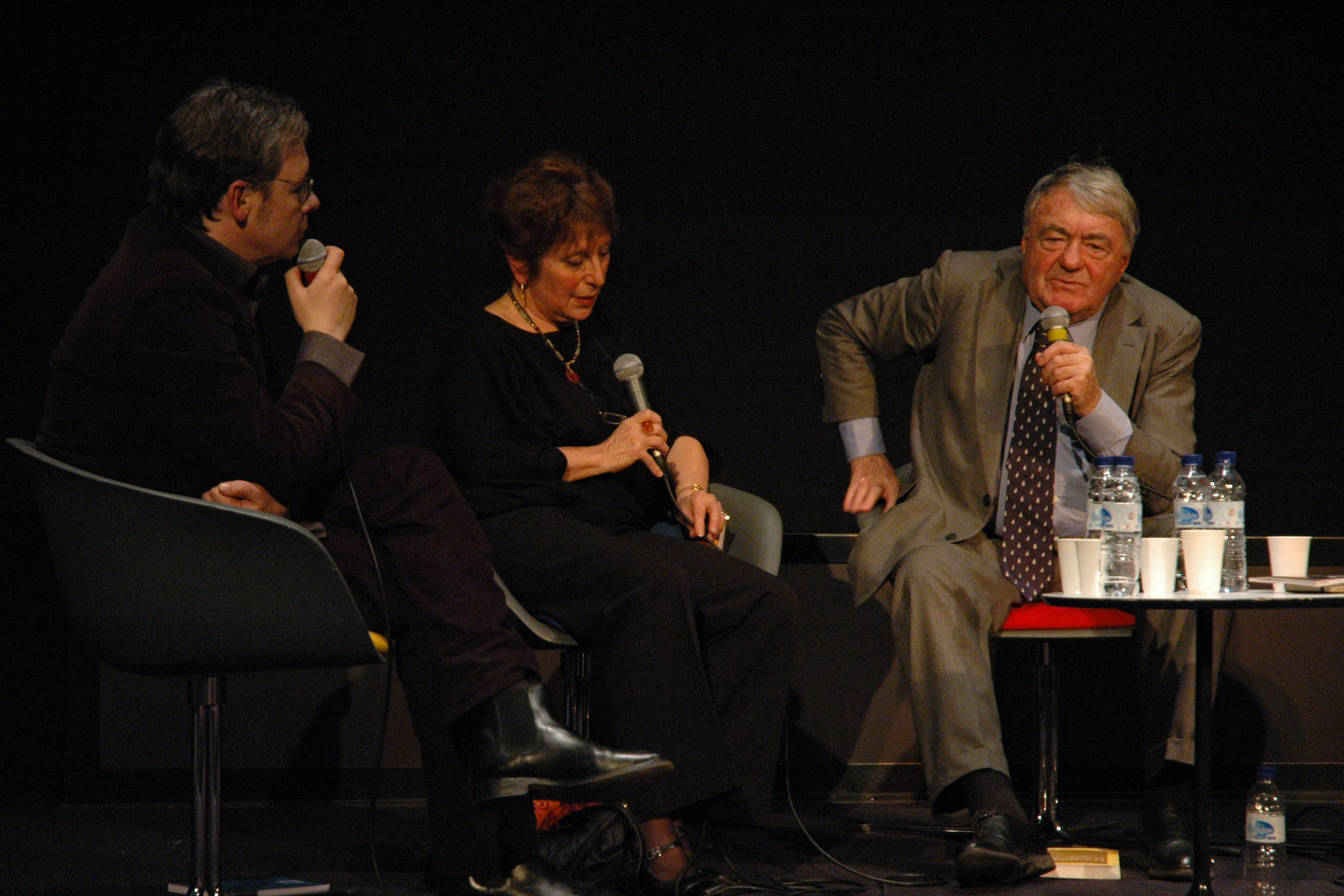
クロード・ランズマン（右）／7月5日没

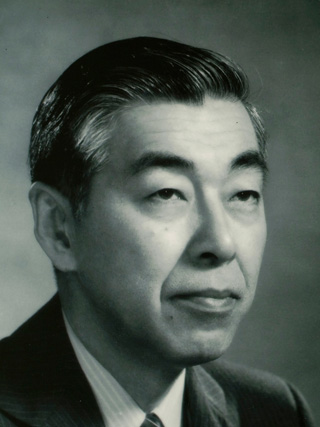
石坂公成／7月6日没

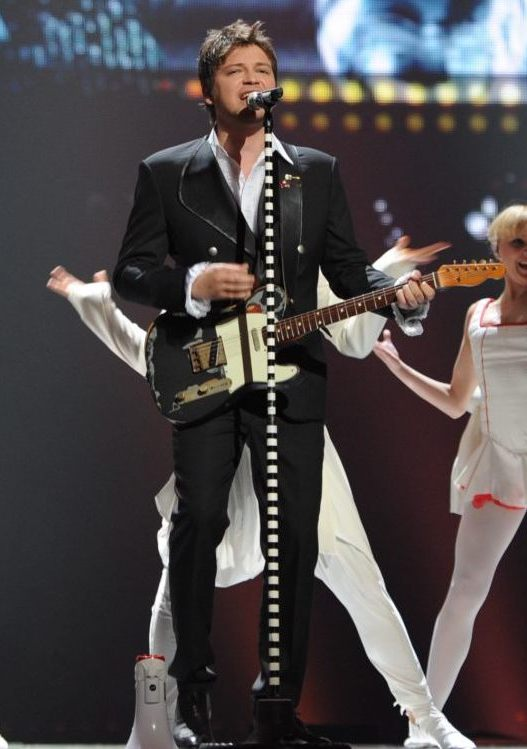
ヴラトコ・イリエフスキ／7月6日没

流政之／7月7日没

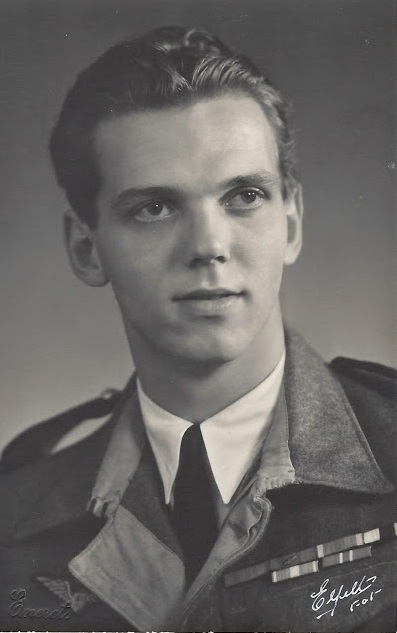
ミシェル・ド・ブルボン＝パルム／7月7日没

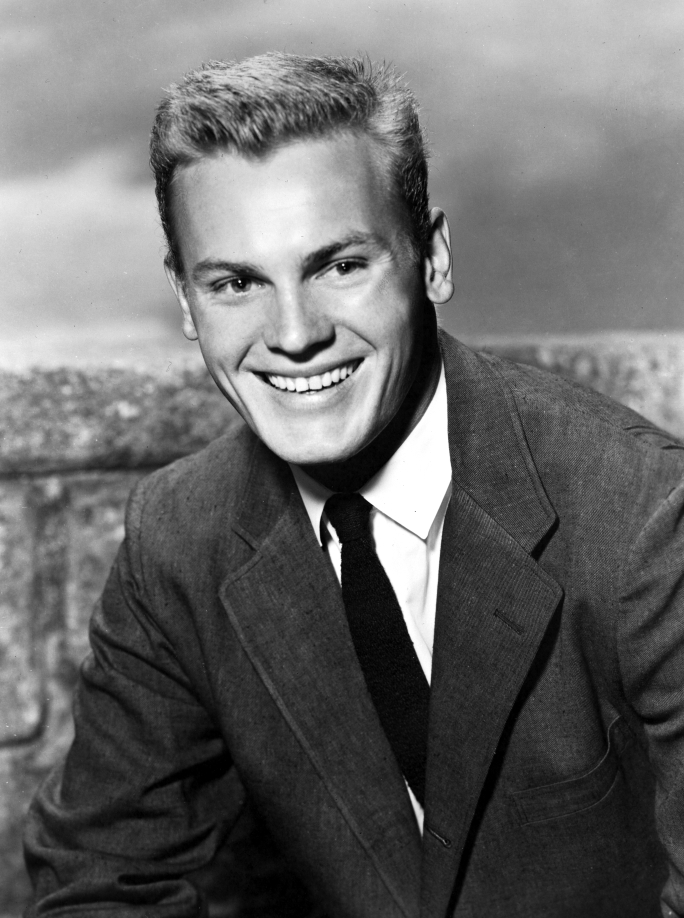
タブ・ハンター／7月8日没

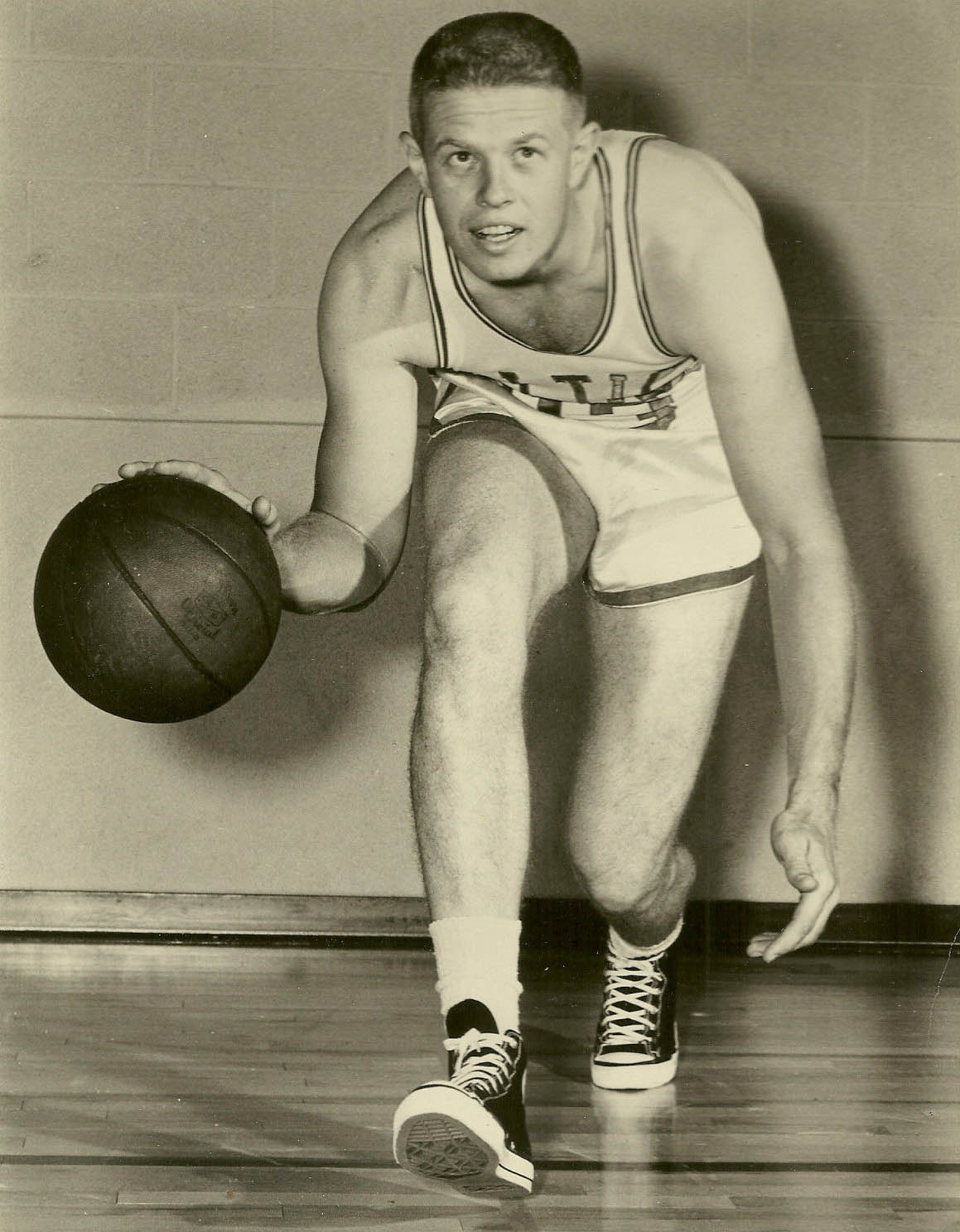
フランク・ラムジー／7月8日没

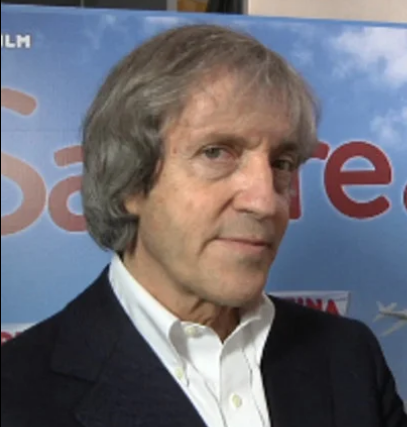
カルロ・ヴァンツィーナ／7月8日没

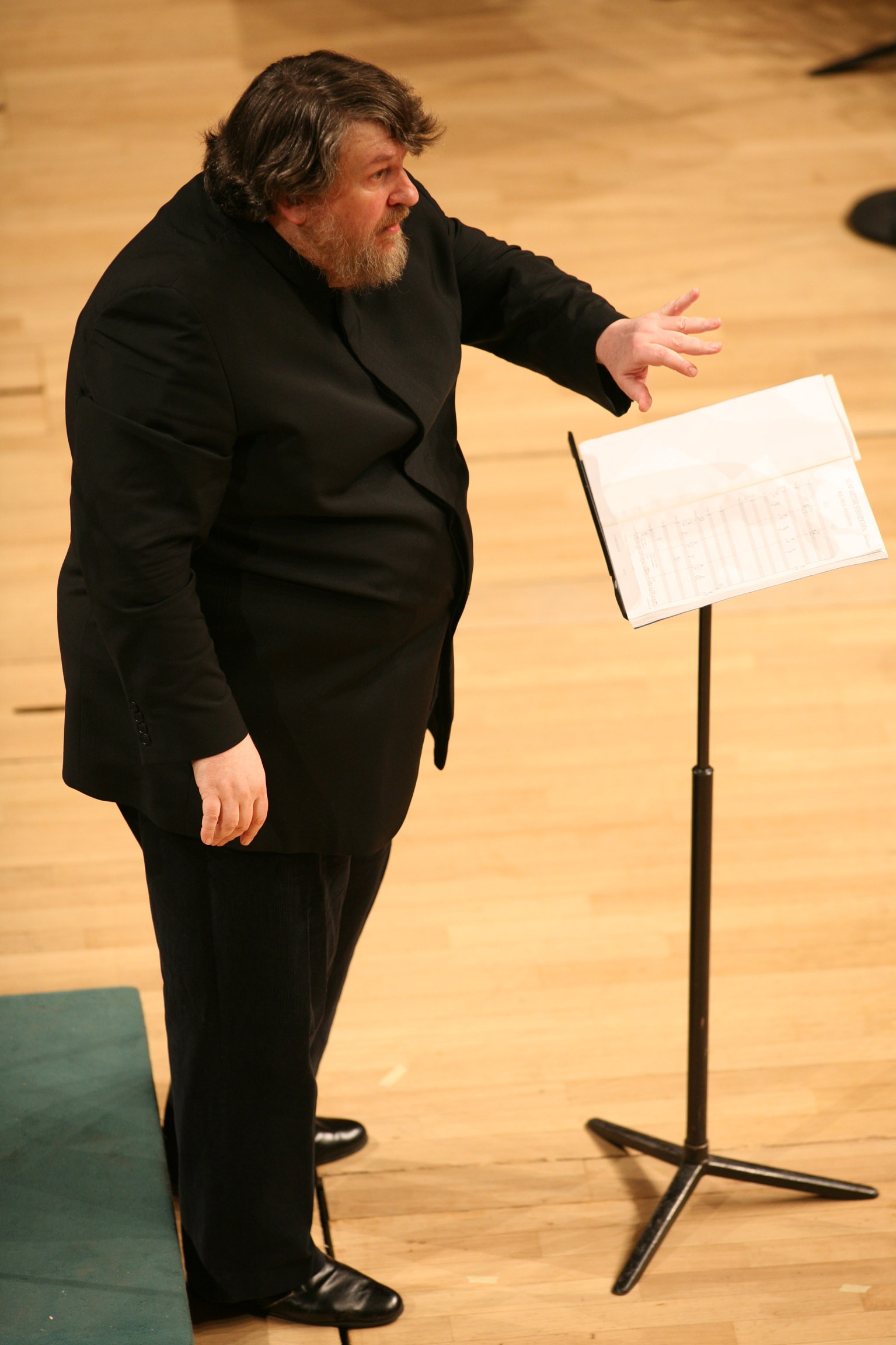
オリヴァー・ナッセン／7月8日没

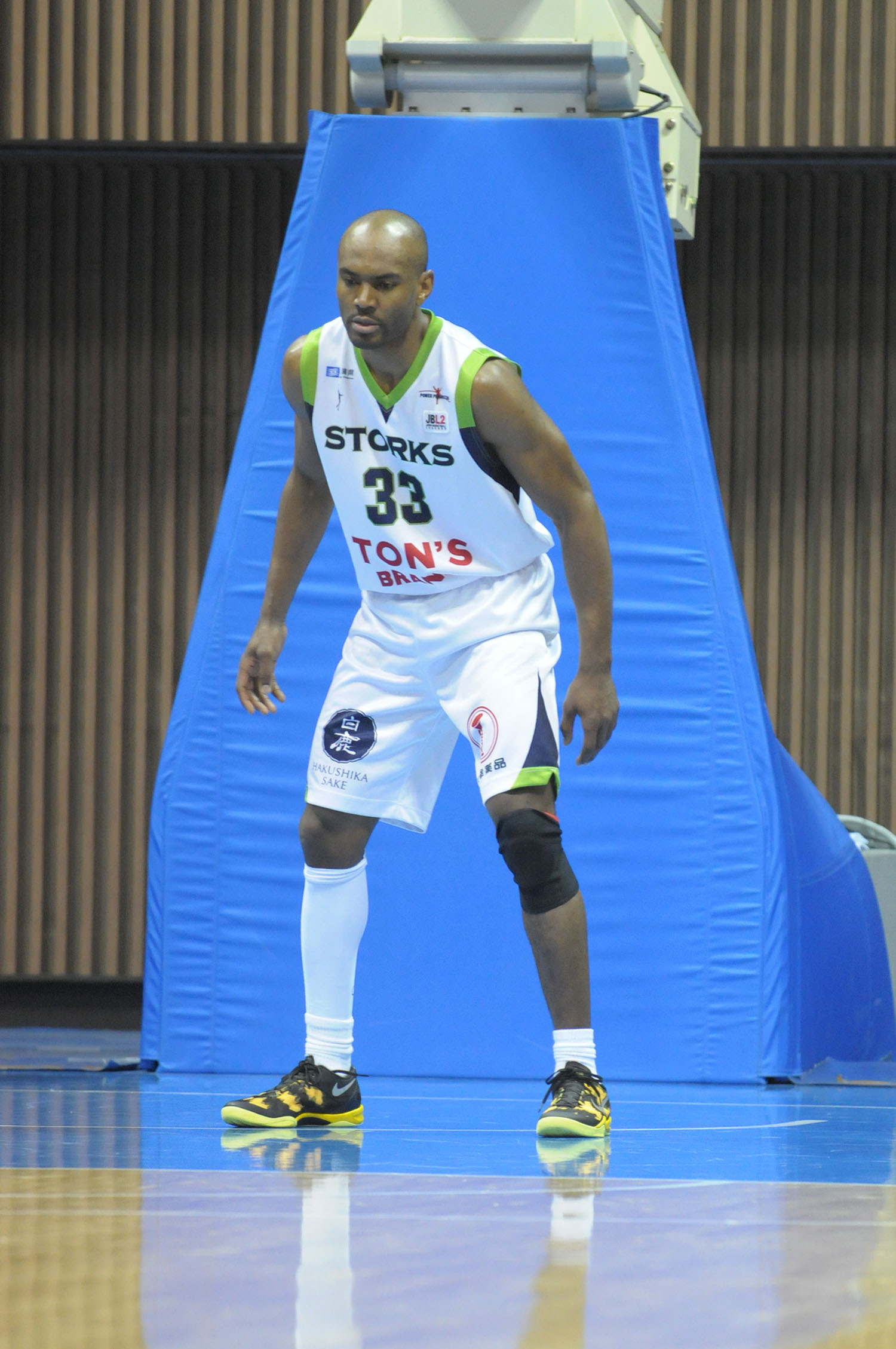
ウィリアム・ナイト／7月8日没

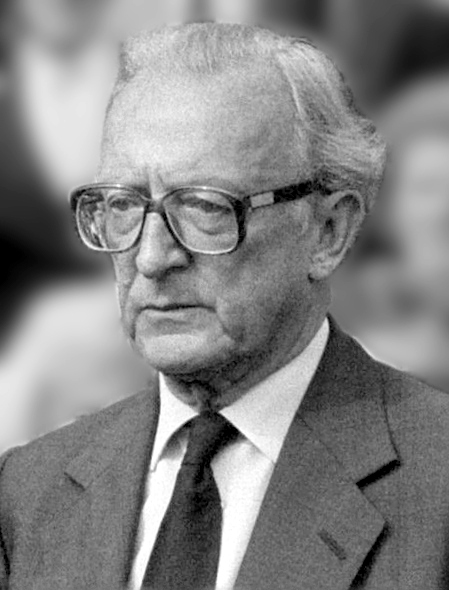
ピーター・キャリントン／7月9日没

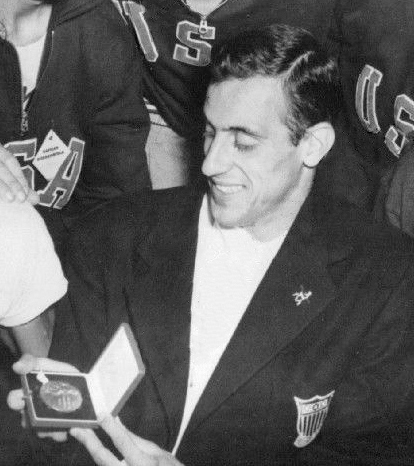
リンディ・レミギノ／7月11日没

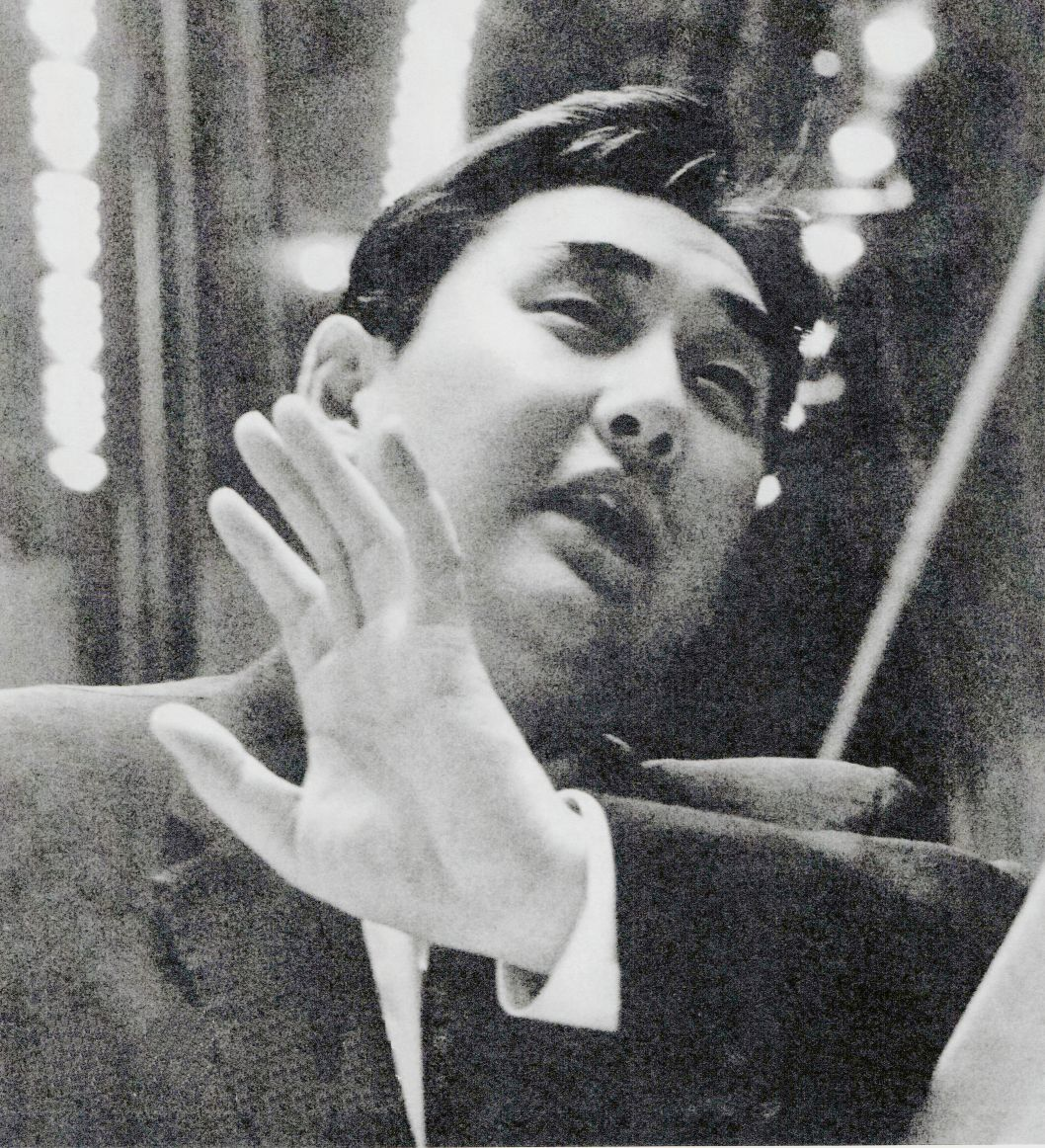
浅利慶太／7月13日没

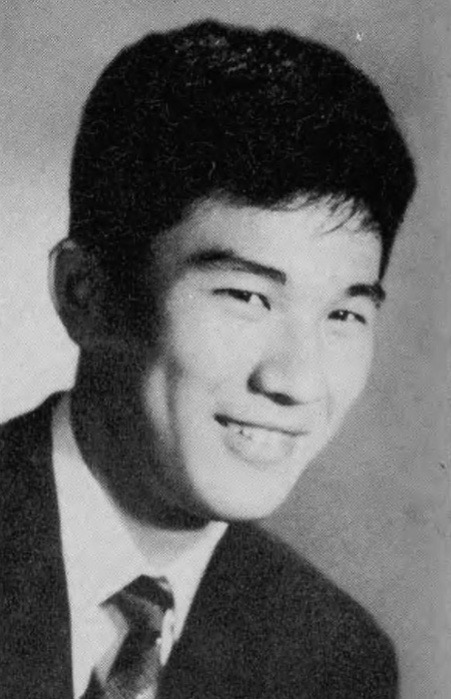
三上真一郎／7月14日没

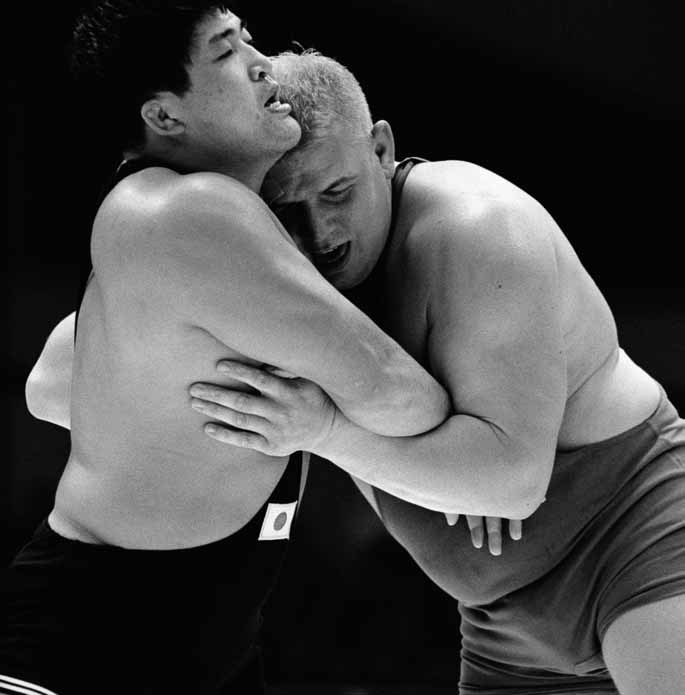
マサ斎藤（左）／7月14日没

- 7月1日 - 井手久美子、日本の作家（* 1922年）[1]
- 7月1日 - ジリアン・リン（英語版）、イギリスのバレリーナ、振付師（* 1926年）[2]
- 7月1日 - ジュリアン・チューダー・ハート（英語版）、イギリスの医師、作家（* 1927年）[3]
- 7月1日 - ピーター・ファーミン（英語版）、イギリスの絵本作家、人形・漫画映画製作者（* 1928年）[4]
- 7月1日 - アルマンド（英語版）、オランダの画家、彫刻家、作家（* 1929年）[5]
- 7月1日 - 小見山輝、日本の歌人（* 1931年）[6]
- 7月1日 - ゴードン・ヒルマン（英語版）、イギリスの植物学者（* 1943年）[7]
- 7月1日 - ボジダル・ディミトロフ（英語版）、ブルガリアの歴史家、元ブルガリア国立歴史博物館（英語版）館長（* 1945年）[8]
- 7月1日 - 村田茂樹、日本の日本画家（* 1946年）[9]
- 7月1日 - 中田力、日本の医師、脳神経学者（* 1950年）[10]
- 7月2日 - 伊藤洋太郎（17代伊藤次郎左衛門祐洋）、日本の実業家、元松坂屋社長、伊藤財閥当主（* 1933年）[11]
- 7月2日 - 桂歌丸、日本の落語家、落語芸術協会会長（* 1936年）[12]
- 7月2日 - 中村義孝、日本の法学者、立命館大学名誉教授（* 1938年）[13]
- 7月2日 - ビル・ワトラス、アメリカ合衆国のジャズミュージシャン（* 1939年）[14]
- 7月2日 - ヘルムート・シュミット、ドイツのタイポグラファー、グラフィックデザイナー（* 1942年）[15]
- 7月2日 - アントニオ・ハリリ（英語版）、フィリピンの政治家、タナウアン（英語版）市長（* 1946年）[16]
- 7月2日 - アラン・ロングミュアー、イギリスのミュージシャン、ベイ・シティ・ローラーズメンバー（* 1949年）[17]
- 7月2日 - ヘンリー・バトラー、アメリカ合衆国のジャズピアニスト（* 1949年）[18]
- 7月3日 - ブラッドフォード・A・スミス、アメリカ合衆国の天文学者（* 1931年）[19]
- 7月3日 - アラン・ディアス（英語版）、アメリカ合衆国の報道写真家、ピュリッツァー賞受賞者（* 1947年）[20]
- 7月3日 - フェルディナンド・ボーテ、フィリピンの政治家、ジェネラル・ティニオ（英語版）市長（* 1961年?）[21]
- 7月3日 - 王健（英語版）、中華人民共和国の実業家、海南航空・HNAグループ(海航集団)（英語版）共同創業者（* 1961年）[22]
- 7月3日 - 佐藤タカヒロ、日本の漫画家（* 1976年）[23]
- 7月3日 - リチャード・スウィフト（英語版）、アメリカ合衆国のシンガーソングライター、音楽プロデューサー、シンズ・ザ・ブラック・キーズメンバー（* 1977年）[24]
- 7月4日 - ロビー・ミューラー、オランダの映画監督（* 1940年）[25]
- 7月5日 - クロード・ランズマン、フランスの映画監督（* 1925年）[26]
- 7月5日 - 福地曠昭、日本の政治運動家、沖縄人権協会理事長（* 1931年）[27]
- 7月5日 - ジャン＝ルイ・トーラン（英語版）、フランスの枢機卿、諸宗教対話評議会（英語版）議長（* 1943年）[28]
- 7月5日 - エド・シュルツ（英語版）、アメリカ合衆国のラジオパーソナリティ、ニュース番組司会者（* 1951年）[29]
- 7月5日 - 仁和令子、日本の女優（* 1958年）[30]
- 7月5日 - 辻孝彦、日本の舞台俳優（* 1966年）[31]
- 7月6日（オウム真理教事件関係者の死刑執行）[32]
  - 早川紀代秀、オウム真理教元幹部、テロリスト (* 1949年)
  - 麻原彰晃（松本智津夫）、日本の宗教家（オウム真理教教祖、元代表）、テロリスト（* 1955年）
  - 遠藤誠一、オウム真理教元幹部、テロリスト（* 1960年）
  - 中川智正、オウム真理教元幹部、テロリスト（* 1962年）
  - 新実智光、オウム真理教元幹部、テロリスト（* 1964年）
  - 土谷正実、オウム真理教元幹部、テロリスト（* 1965年）
  - 井上嘉浩、オウム真理教元幹部、テロリスト（* 1969年）
- 7月6日 - ジュゼッピーナ・プロジェット＝フラウ、イタリアのスーパーセンテナリアン、世界長寿第2位だった女性（* 1902年）[33]
- 7月6日 - 石坂公成、日本の免疫学者（* 1925年）[34]
- 7月6日 - 牧巌、日本の材料工学者、名古屋工業大学名誉教授（* 1937年）[35]
- 7月6日 - ヴィンス・マーティン（英語版）、アメリカ合衆国のフォークソングシンガーソングライター（* 1937年）[36]
- 7月6日 - 古川利彦、日本の実業家、ソディック創業者（* 1940年）[37]
- 7月6日 - サマン・クナン、タイの元軍人、タムルアン洞窟救助隊メンバー（* 1980年）[38]
- 7月6日 - ヴラトコ・イリエフスキ、マケドニア共和国の歌手、俳優（* 1985年）[39]
- 7月6日 - 中尾翔太、日本のダンサー、FANTASTICSのメンバー（* 1996年）[40]
- 7月7日 - 流政之、日本の彫刻家、作庭家（* 1923年）[41]
- 7月7日 - 太田次郎、日本の生物学・植物学者、お茶の水女子大学名誉教授（* 1925年）[42]
- 7月7日 - ミシェル・ド・ブルボン＝パルム、フランスの自動車競技選手、実業家、パルマ公爵家の子孫（* 1926年）[43]
- 7月7日 - ファイルーズ・ムスタファイェフ（アゼルバイジャン語版）、アゼルバイジャンの政治家、首相代行（* 1933年）[44]
- 7月7日 - ジョン・ダンロップ、イギリスの競走馬調教師（* 1939年）[45]
- 7月7日 - 下塚誠、日本の俳優（* 1953年）[46]
- 7月7日 - ブレット・ホフマン（英語版）、アメリカ合衆国のデスメタルシンガー、マルヴォレント・クリエイションメンバー（* 1967年）[47]
- 7月7日 - アレクサンデル・ルビガン、フィリピンの政治家、トレセ・マーティレス（英語版）市副市長（* 1974年?）[48]
- 7月7日 - ウィリアム・ダンロップ（英語版）、北アイルランドのオートバイレーサー（* 1985年）[49]
- 7月7日 - タイラー・ハニカット（英語版）、アメリカ合衆国のバスケットボール選手（* 1990年）[50]
- 7月8日 - ロバート・レイ（英語版）、アメリカ合衆国の政治家、元アイオワ州知事、元デモイン市長、元ドレーク大学（英語版）学長（* 1928年）[51]
- 7月8日 - タブ・ハンター、アメリカ合衆国の俳優・歌手（* 1931年）[52]
- 7月8日 - フランク・ラムジー、アメリカ合衆国のバスケットボール選手、バスケットボール殿堂（* 1931年）[53]
- 7月8日 - バリー・ミルズ（英語版）、アメリカ合衆国のギャング、アーリアン・ブラザーフッドリーダー（* 1948年）[54]
- 7月8日 - カルロ・ヴァンツィーナ、イタリアの映画監督（* 1951年）[55]
- 7月8日 - オリヴァー・ナッセン、イギリスの作曲家、指揮者（* 1952年）[56]
- 7月8日 - 永井博史、日本の法学者、近畿大学教授（* 1953年）[57]
- 7月8日 - ウィリアム・ナイト、アメリカ合衆国のバスケットボール選手（* 1979年）[58]
- 7月9日 - ピーター・キャリントン、イギリスの政治家、第6代キャリントン男爵、元NATO事務総長（* 1919年）[59]
- 7月9日 - ハンス・ギュンター・ヴィンクラー（英語版）、ドイツの馬術競技選手（* 1926年）[60]
- 7月9日 - マリオン・ウッドマン（英語版）、カナダの作家、分析心理学者（* 1928年）[61]
- 7月9日 - 永田徹登、日本の元プロ野球選手（* 1935年）[62]
- 7月9日 - 遠藤隆、日本の物理学者、佐賀大学教授（* 1957年）[63]
- 7月10日 - クライヴ・キング（英語版）、イギリスの作家（* 1924年）[64]
- 7月10日 - 鈴木智、日本の俳優（* 1934年）[65]
- 7月10日 - 胡勝正（中国語版）、中華民国の経済学者、元行政院経済建設委員会・金融監督管理委員会主任委員、中華経済研究院（中国語版）董事長（* 1940年）[66]
- 7月10日 - カルロ・ベネトン（英語版）、イタリアの実業家、ベネトン共同創業者（* 1943年）[67]
- 7月10日 - アンドレイ・ススリン（ロシア語版）、ロシアの数学者、コール賞受賞者（* 1950年）[68]
- 7月11日 - トム・ニール（英語版）、イギリスの元軍人、バトル・オブ・ブリテン英空軍迎撃隊（ザ・フュー（英語版））の一員（* 1920年）[69]
- 7月11日 - リンディ・レミギノ、アメリカ合衆国の陸上競技選手、1952年ヘルシンキオリンピック（男子100m、男子400mリレー）金メダリスト（* 1931年）[70]
- 7月11日 - 村上肥出夫、日本の洋画家（* 1934年）[71]
- 7月11日 - 島田茂樹、日本の政治家、前長野県栄村長（* 1941年?）[72]
- 7月11日 - 計春華（中国語版）、中華人民共和国の俳優（* 1961年）[73]
- 7月12日 - ロジャー・ペリー（英語版）、アメリカ合衆国の俳優（* 1933年）[74]
- 7月12日 - 西尾恒造、日本の政治家、元高知県室戸市長（* 1936年）[75]
- 7月12日 - ロバート・ウォルダーズ（英語版）、オランダの俳優（* 1936年）[76]
- 7月12日 - 塙昭彦、日本の実業家、元セブン&アイ・ホールディングス取締役・デニーズジャパン社長（* 1946年）[77]
- 7月12日 - アナベル・ニールソン、イギリスのモデル、絵本作家、リアリティ番組『レディース・オブ・ロンドン（英語版）』出演者（* 1969年）[78]
- 7月12日 - 梶山浩、日本の漫画家、イラストレーター（* 生年不詳）[79]
- 7月13日 - 三木正之、日本のドイツ文学者、哲学者、神戸大学名誉教授（* 1926年）[80]
- 7月13日 - トールヴァル・ストルテンベルク（英語版）、ノルウェーの政治家、元外務大臣（英語版）、第7代国際連合難民高等弁務官（* 1931年）[81]
- 7月13日 - スタン・ドラゴッティ（英語版）、アメリカ合衆国の映画監督（* 1932年）[82]
- 7月13日 - 浅利慶太、日本の舞台演出家、劇団四季創設者（* 1933年）[83]
- 7月13日 - 大塚徹、日本の元プロ野球選手（* 1945年）[84]
- 7月13日 - 藤田香、日本のイラストレーター（* 1971年）[85]
- 7月14日 - 村田省蔵、日本の洋画家（* 1929年）[86]
- 7月14日 - テオ＝ベン・グリラブ（英語版）、ナミビアの政治家、第2代首相（* 1938年）[87]
- 7月14日 - ペトル・ウェイグル（チェコ語版）、チェコの映画監督（* 1939年）[88]
- 7月14日 - 三上真一郎、日本の俳優（* 1940年）[89]
- 7月14日 - マサ斎藤、日本の元プロレスラー、アマチュアレスリング選手〈1964年東京オリンピック日本代表〉（* 1942年）[90][91]
- 7月15日 - 善本秀作、日本の彫刻家（* 1935年）[92]
- 7月15日 - 須藤靖明、日本の火山学者、阿蘇火山博物館学術顧問（* 1943年）[93]
- 7月15日 - ドラグティン・シュルベク、クロアチアの卓球選手（* 1946年）[94]
- 7月15日 - 生田悦子、日本の女優、タレント（* 1947年）[95]
- 7月15日 - セリル・デクロウ（英語版）、アメリカ合衆国のソウル/R&B歌手、元ギャラクティックメンバー（* 1951年）[96]
- 7月15日 - レイ・エメリー（英語版）、カナダのアイスホッケー選手（* 1982年）[97]

## (16日 - 31日)

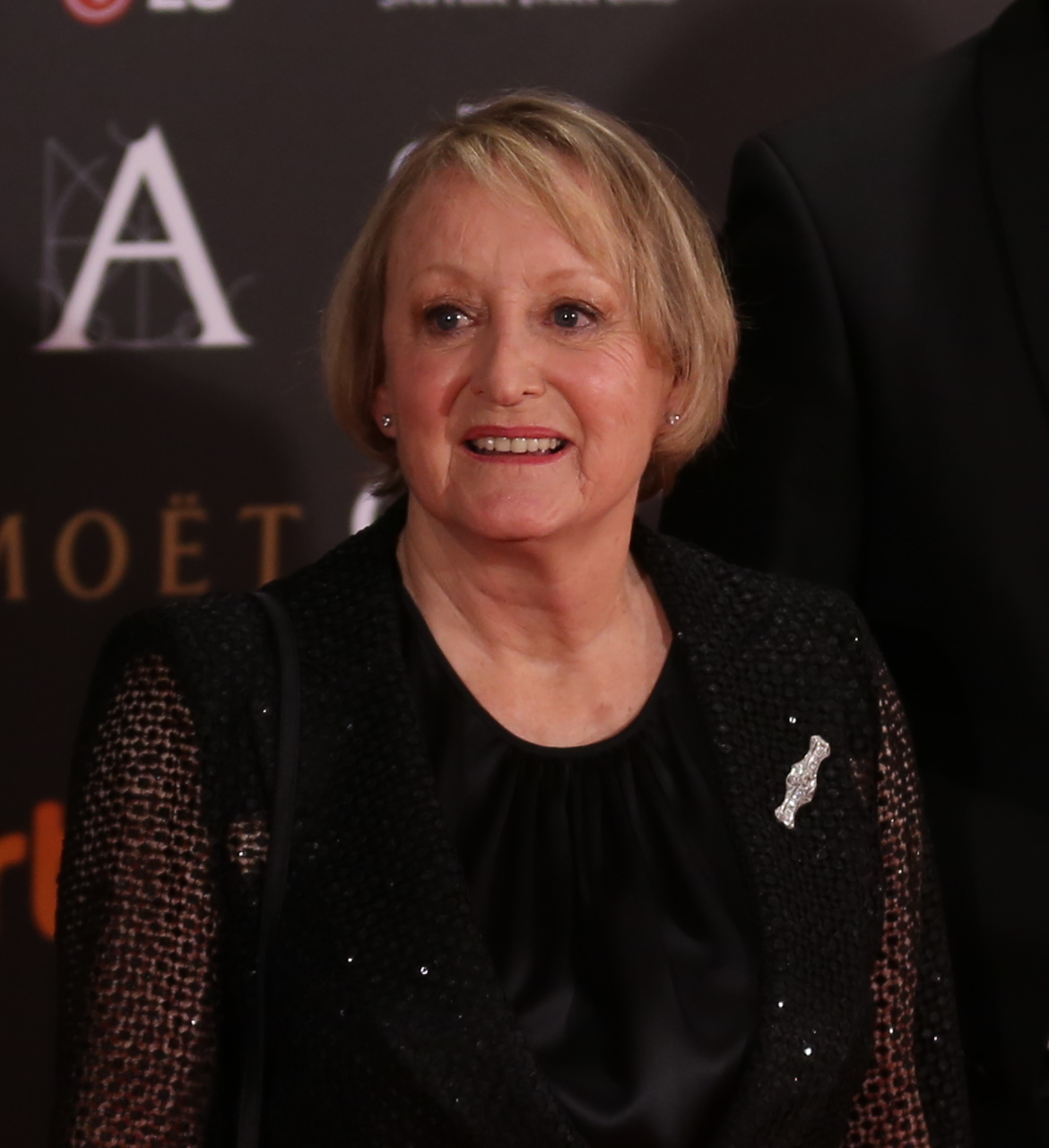
イボンヌ・ブレイク／7月17日没

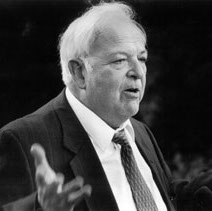
バートン・リヒター／7月1u日没

橋本忍／7月19日没

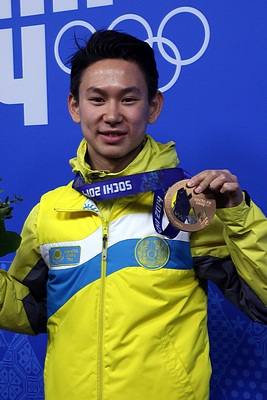
デニス・テン／7月19日没

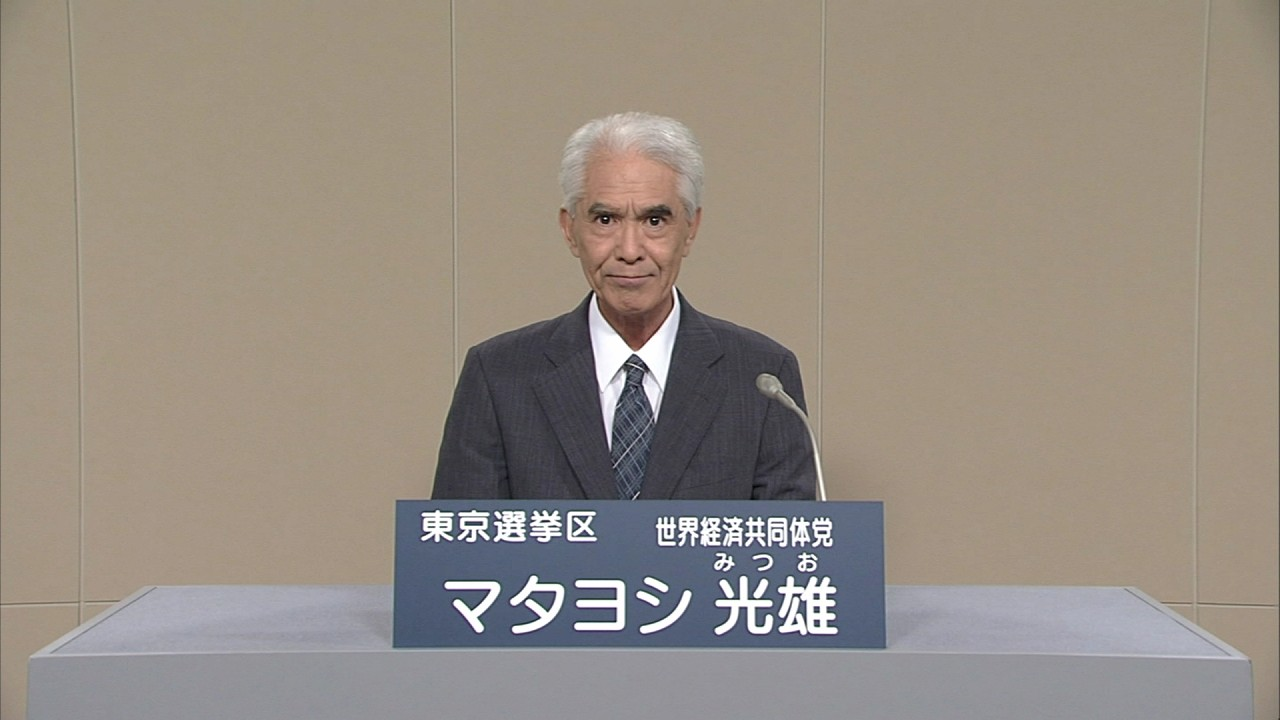
又吉イエス／7月20日没

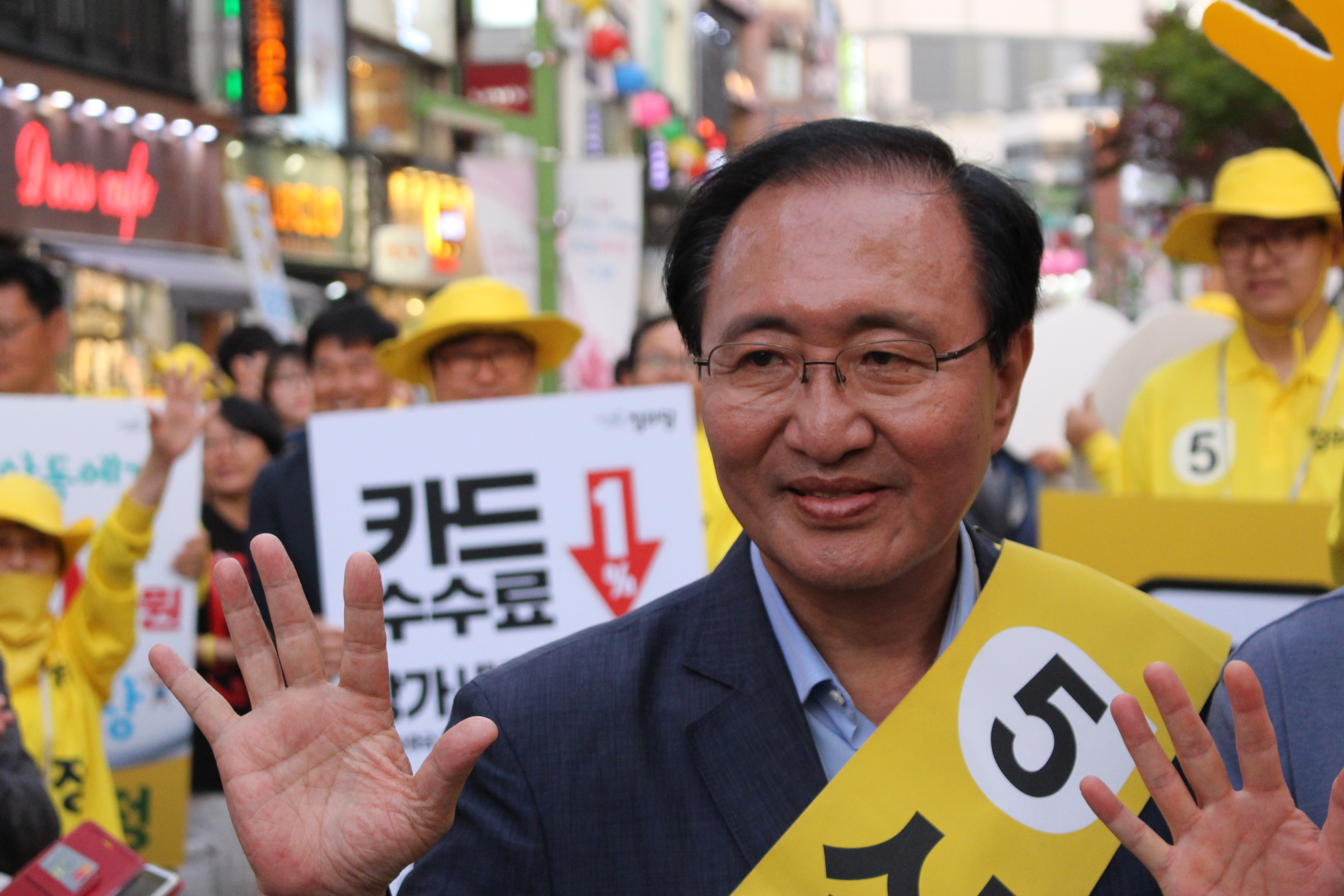
魯会燦／7月23日没

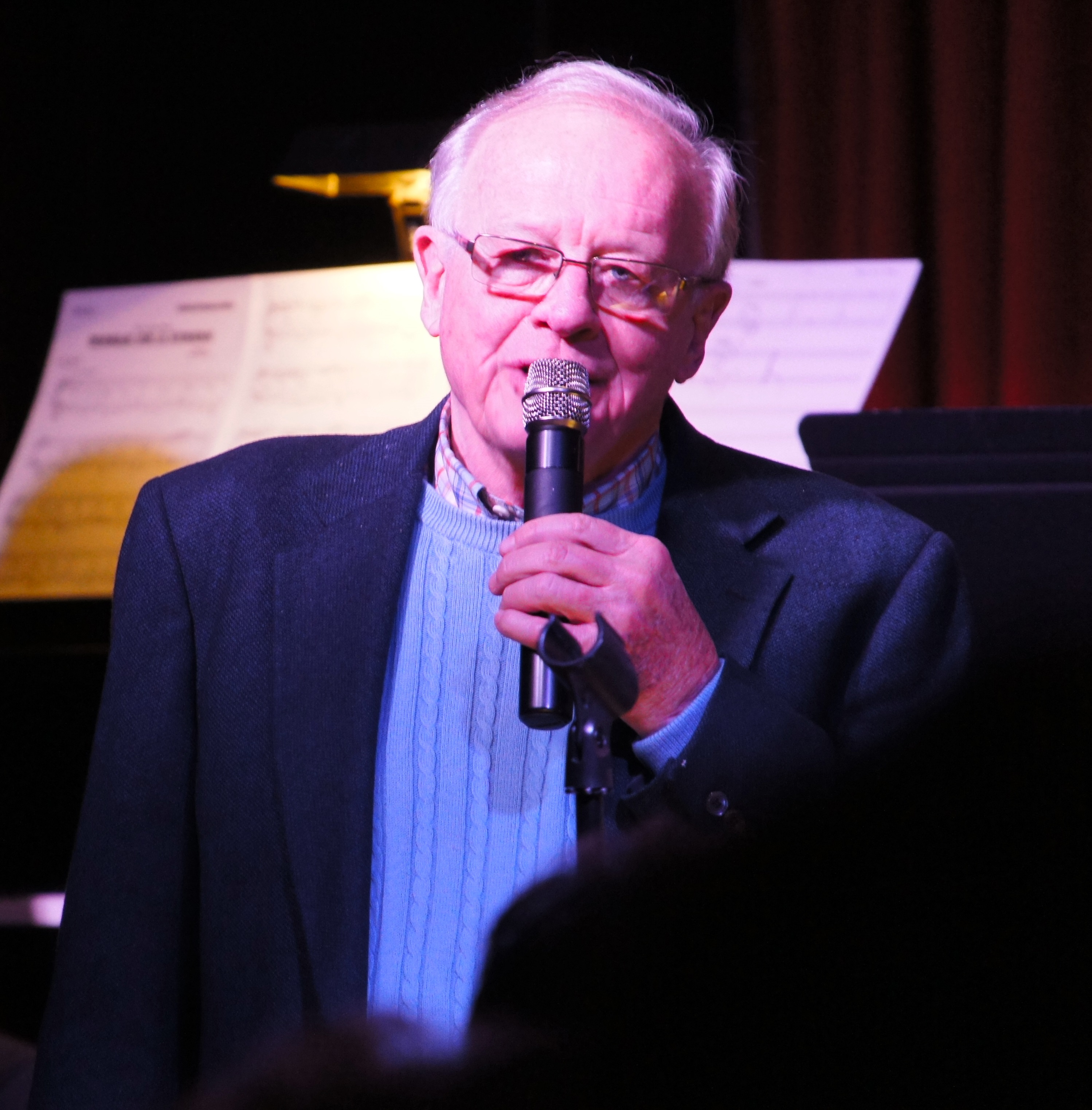
パトリック・ウィリアムズ／7月25日没

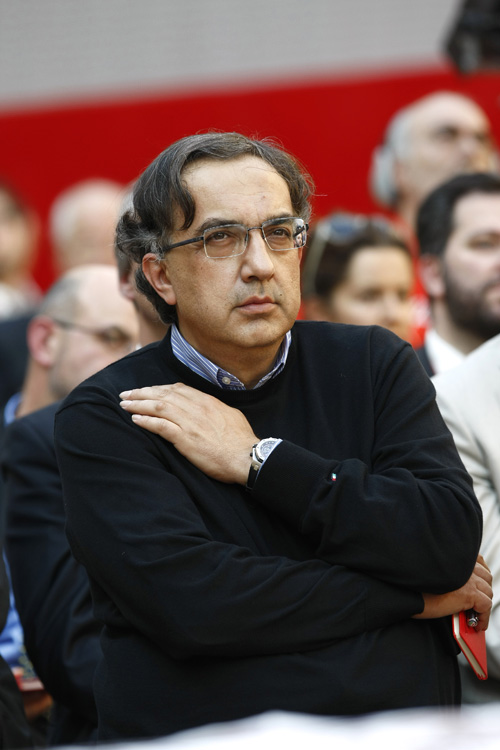
セルジオ・マルキオンネ／7月25日没

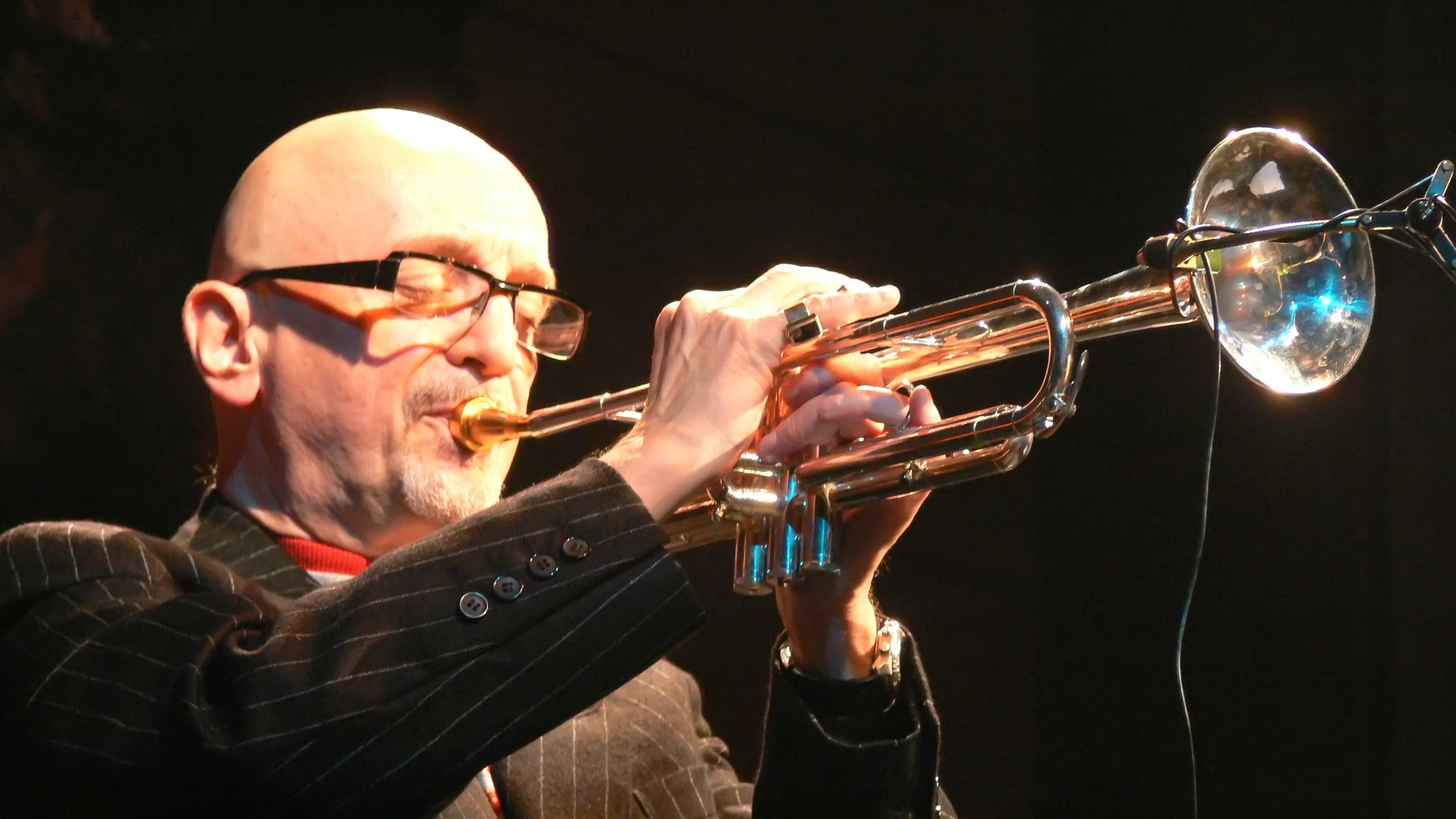
トーマス・スタンコ／7月29日没

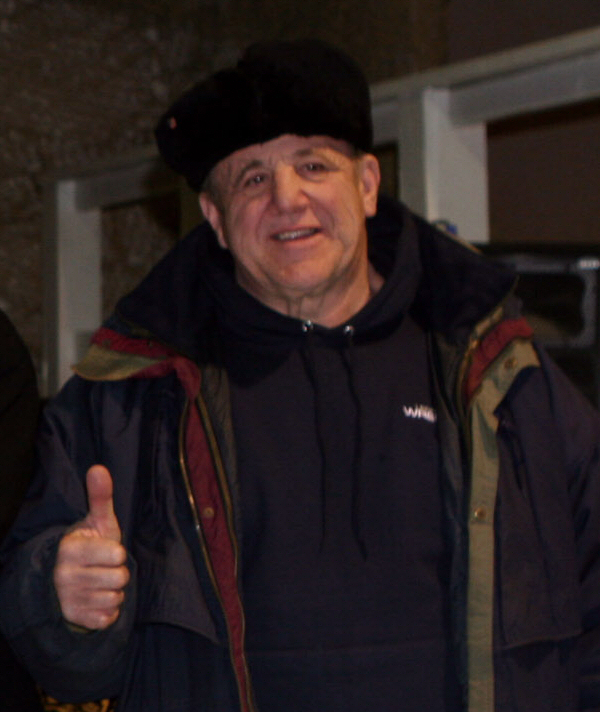
ニコライ・ボルコフ／7月29日没

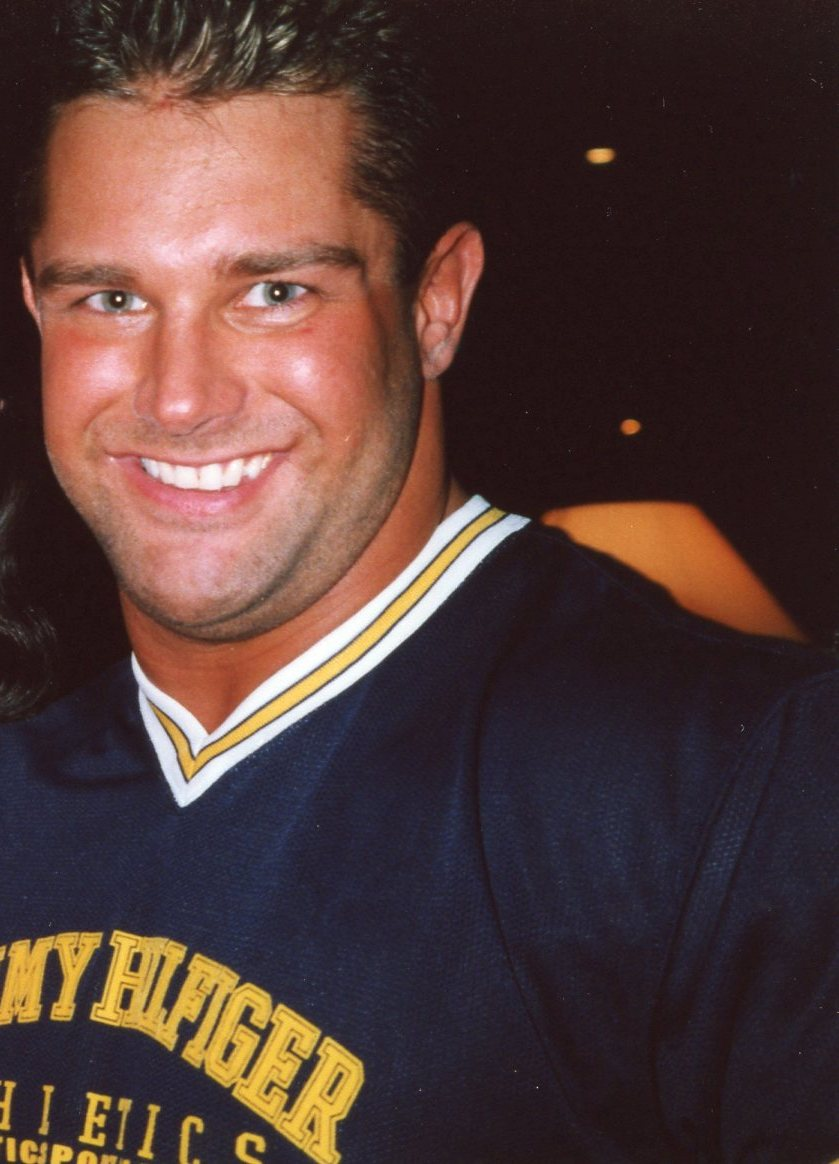
ブライアン・ローラー／7月29日没

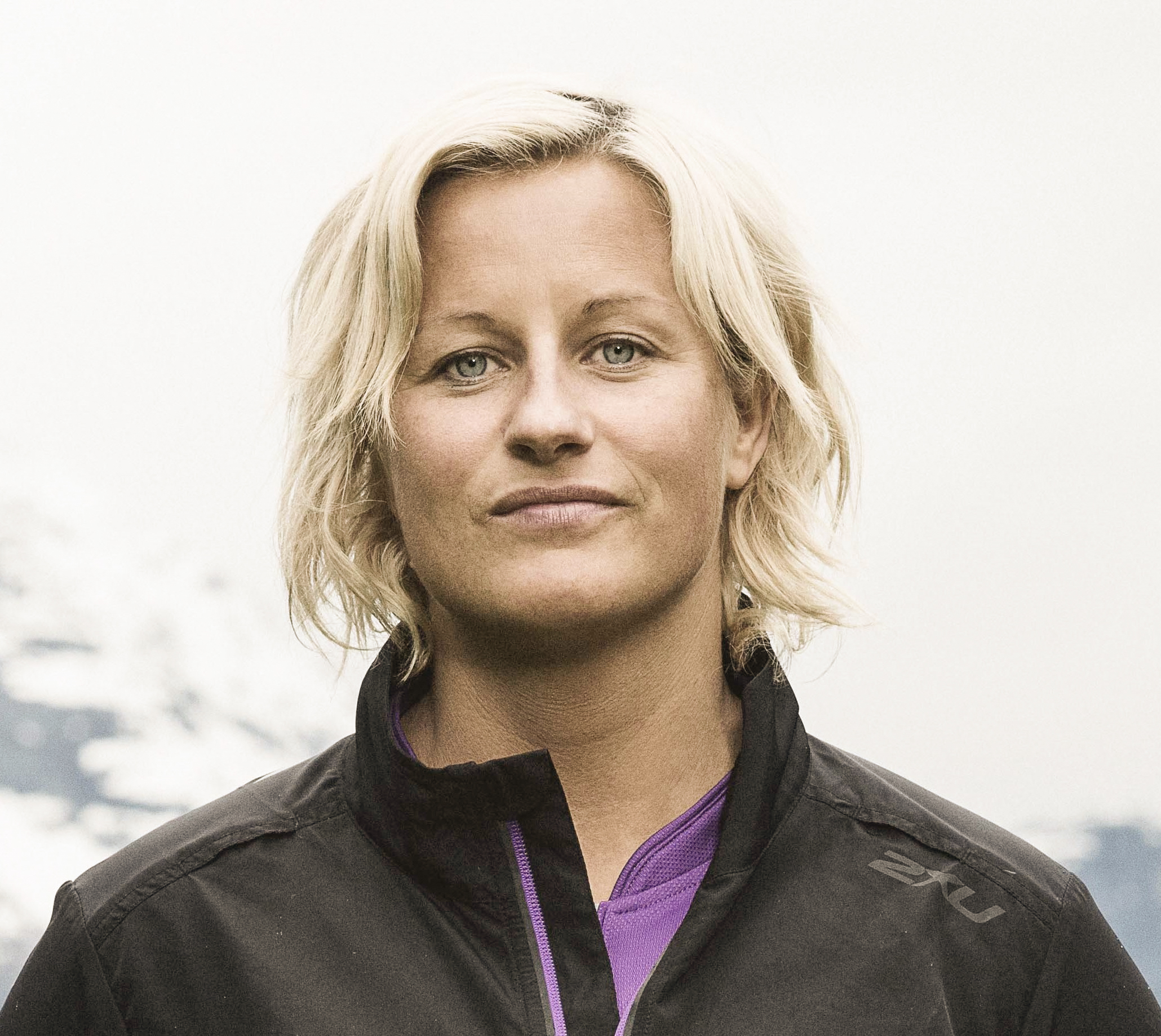
ヴィベケ・スコフテルート／7月29日没

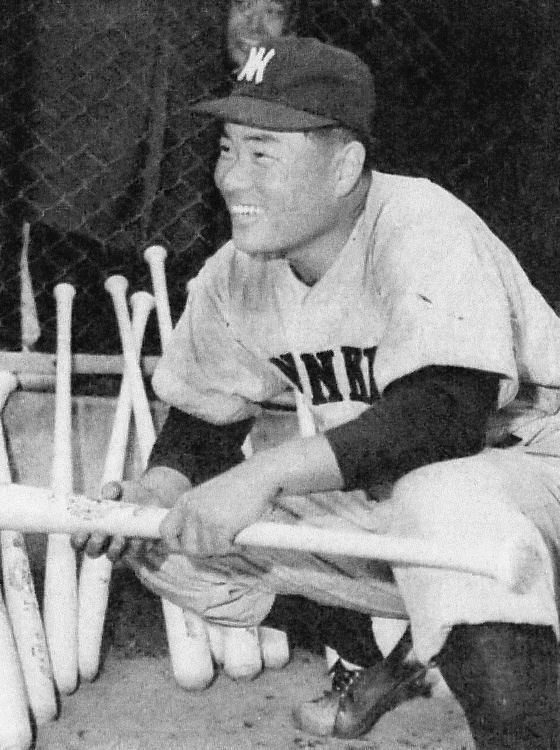
穴吹義雄／7月31日没

- 7月16日 - クリスティアン・メン（英語版）、スイスの建築家（* 1927年）[98]
- 7月16日 - 高木裕（英語版）、日本のセーリング選手（* 1960年）[99]
- 7月17日 - 浜田知明、日本の版画家・彫刻家（* 1917年）[100]
- 7月17日 - リンカン・ブラウアー（英語版）、アメリカ合衆国の昆虫学者（* 1931年）[101]
- 7月17日 - ヒュー・ホワイトモア、イギリスの劇作家、脚本家（* 1936年）[102]
- 7月17日 - イボンヌ・ブレイク、イギリスの衣装デザイナー（* 1940年）[103]
- 7月17日 - デイヴィッド・スティーヴンス（英語版）、オーストラリアの脚本家（* 1940年）[104]
- 7月17日 - ゲイリー・ビーチ、アメリカ合衆国の俳優（* 1947年）[105]
- 7月17日 - 岩渕美克、日本の政治学者、日本大学教授（* 1958年）[106]
- 7月18日 - ジェフリー・ウェラム（英語版）、イギリスの元軍人、バトル・オブ・ブリテン英空軍迎撃隊（ザ・フュー）の一員（* 1921年）[107]
- 7月18日 - アイコ・ハージグ＝ヨシナガ（英語版）、アメリカ合衆国の政治活動家（* 1925年）[108]
- 7月18日 - 久保輝巳、日本の作家、関東学院大学名誉教授（* 1928年）[109]
- 7月18日 - バートン・リヒター、アメリカ合衆国の物理学者、ノーベル物理学賞受賞者（* 1931年）[110]
- 7月18日 - 鈴木一、日本の卓球ジャーナリスト（* 1931年）[111]
- 7月18日 - 常田富士男、日本の俳優・ナレーター（* 1937年）[112]
- 7月18日 - モー・ナン（英語版）、イギリスのモーターレースチームオーナー（モー・ナン・レーシング）、エンジニア（* 1938年）[113]
- 7月18日 - エイドリアン・クロンナウア（英語版）、アメリカ合衆国のラジオディスクジョッキー（* 1938年）[114]
- 7月18日 - 凌力、中華人民共和国の小説家（* 1942年）[115]
- 7月19日 - 橋本忍、日本の脚本家（* 1918年）[116]
- 7月19日 - 佐々木静子、日本の弁護士、政治家、元日本社会党参議院議員（* 1926年）[117]
- 7月19日 - ラヨ・デ・ハリスコ、メキシコのプロレスラー（* 1932年）[118]
- 7月19日 - 村上慧、日本のテレビプロデューサー、元日本放送協会ドラマ部プロデューサー（* 1939年）[119]
- 7月19日 - ジョン・シュネップ（英語版）、アメリカ合衆国のアニメーター、映画監督、声優（* 1967年）[120]
- 7月19日 - デニス・テン、カザフスタンのフィギュアスケート選手（* 1993年）[121][122]
- 7月19日 - 摺本好作、日本のイラストレーター、日本初のプラスチックモデルの組立説明書、バイクイラスト。[要出典]
- 7月20日 - 松下康雄、日本の官僚、銀行家、元大蔵事務次官、第27代日本銀行総裁（* 1926年）[123]
- 7月20日 - 又吉イエス（又吉光雄）、日本の政治運動家（* 1944年）[124]
- 7月20日 - ハインツ・シルヒャー（ドイツ語版）、オーストリアのサッカー選手・指導者（* 1947年）[125]
- 7月21日 - ジャック・ヴィルツ、ベルギーの造園家（* 1924年）[126]
- 7月21日 - エルマリー・ウェンデル（英語版）、アメリカ合衆国の女優、歌手（* 1928年）[127]
- 7月21日 - 木村昌平、日本の実業家、セコム相談役・元代表取締役社長（* 1943年）[128]
- 7月21日 - 中井靖治、日本のジャーナリスト・実業家、元日本教育テレビ・テレビ朝日報道記者、元静岡朝日テレビ社長（* 1947年）[129]
- 7月21日 - 松本龍、日本の政治家、元民主党衆議院議員、第15代環境大臣（* 1951年）[130]
- 7月21日 - ジョナサン・ゴールド（英語版）、アメリカ合衆国の料理評論家、ピュリッツァー賞受賞者（* 1960年）[131]
- 7月22日 - 都千代、日本のスーパーセンテナリアン、世界最高齢の人物（* 1901年）[132]
- 7月22日 - 及川順郎、日本の政治家、元公明党参議院議員（* 1937年）[133]
- 7月22日 - トニー・スパラノ（英語版）、アメリカ合衆国のアメリカンフットボールコーチ（* 1961年）[134]
- 7月23日 - 崔仁勲、大韓民国の小説家（* 1936年）[135]
- 7月23日 - 魯会燦、大韓民国の政治家、正義党院内代表（* 1956年）[136]
- 7月23日 - オクサナ・シャチュコ（英語版）、ウクライナのフェミニズム運動家、FEMEN設立メンバー（* 1987年）[137]
- 7月24日 - 青木正直、日本の経済学者、カリフォルニア大学ロサンゼルス校名誉教授（* 1931年）[138]
- 7月25日 - ギィ・ファロ、フランスのチェリスト（* 1927年）[139]
- 7月25日 - 夏目文雄、日本の刑法学者、愛知大学名誉教授（* 1929年）[140]
- 7月25日 - 早川和男、日本の建築学者、神戸大学名誉教授（* 1931年）[141]
- 7月25日 - パトリック・ウィリアムズ、アメリカ合衆国の作曲家、編曲家、指揮者（* 1939年）[142]
- 7月25日 - セルジオ・マルキオンネ、イタリアの実業家、フィアット・クライスラー・オートモービルズ及びフェラーリのCEO（* 1952年）[143]
- 7月25日 - グレン・ローヴェン（英語版）、アメリカ合衆国の作曲家、指揮者、音楽プロデューサー（* 1958年）[144]
- 7月25日 - ルイス・ネイティング（スペイン語版）、パラグアイの政治家、農牧相（* 1968年）[145]
- 7月26日（オウム真理教事件関係者の死刑執行）[146]
  - 林泰男（小池泰男）、オウム真理教元幹部、テロリスト（* 1957年）
  - 岡﨑一明（宮前一明）、オウム真理教元幹部、テロリスト（* 1960年）
  - 横山真人、オウム真理教元幹部、テロリスト（* 1963年）
  - 広瀬健一、オウム真理教元幹部、テロリスト（* 1964年）
  - 端本悟、オウム真理教元幹部、テロリスト（* 1967年）
  - 豊田亨、オウム真理教元幹部、テロリスト（* 1968年）
- 7月26日 - アデム・デマチ（英語版）、コソボの政治家、政治運動家、元コソボ解放軍政治部代表（* 1936年）[147]
- 7月27日 - 山口武平、日本の政治家、元茨城県議会議長、元全国都道府県議会議長会長（* 1921年）[148]
- 7月27日 - バーナード・ヘプトン（英語版）、イギリスの俳優（* 1925年）[149]
- 7月27日 - ウラジーミル・ヴォイノーヴィチ（ロシア語版）、ロシアの小説家（* 1932年）[150]
- 7月27日 - 須藤祐孝、日本の政治学者、愛知大学名誉教授（* 1939年）[151]
- 7月28日 - イアン・スタンレー（英語版）、オーストラリアのプロゴルファー（* 1948年）[152]
- 7月28日 - コラ（英語版）、ポーランドのロックシンガー、マーナム（英語版）メンバー（* 1951年）[153]
- 7月28日 - ブルース・リツキー（英語版）、アメリカ合衆国のプロゴルファー（* 1951年）[154]
- 7月29日 - 周赤卿（中国語版）、香港の実業家、其士国際（中国語版）創業者、香港日本文化協会会長（* 1935年）[155]
- 7月29日 - クリストファー・ギブス（英語版）、イギリスの美術商、美術収集家、インテリアデザイナー（* 1938年）[156]
- 7月29日 - 吉田公一、日本の政治家、元民主党衆議院議員（* 1940年）[157]
- 7月29日 - トーマス・スタンコ、ポーランドのジャズトランペッター（* 1942年）[158]
- 7月29日 - 服部峻昇、日本の工芸家（漆工）（* 1943年[159]）[160]
- 7月29日 - 北野治男、日本の日本画家（* 1946年）[161]
- 7月29日 - ニコライ・ボルコフ、クロアチア出身のアメリカ合衆国のプロレスラー（* 1947年）[162]
- 7月29日 - オリヴェル・ドラゴイェヴィッチ（英語版）、クロアチアの歌手（* 1947年）[163]
- 7月29日 - 馬如風（中国語版）、中華民国の俳優（* 1955年）[164]
- 7月29日 - ブリックハウス・ブラウン、アメリカ合衆国のプロレスラー（* 1958年）[165]
- 7月29日 - ブライアン・ローラー、アメリカ合衆国のプロレスラー（* 1972年）[166]
- 7月29日 - ヴィベケ・スコフテルート、ノルウェーのクロスカントリースキー選手、2010年バンクーバーオリンピック金メダリスト（* 1980年）[167]
- 7月30日 - 勝亦紘一、日本の体育学者、中京大学名誉教授（* 1943年）[168]
- 7月30日 - 高木敬三、日本の病理学者、元東京慈恵会医科大学教授、学校法人慈恵大学専務理事（* 1948年）[169]
- 7月30日 - 美村あきの、日本の漫画家（* 1958年）[170]
- 7月31日 - タイヘイ夢路、日本の漫才師（タイヘイトリオ）、女優（* 1930年）[171]
- 7月31日 - 穴吹義雄、日本の元プロ野球選手・指導者（* 1933年）[172][173]
- 7月31日 - 友田錫、日本のジャーナリスト（* 1935年）[174]
- 7月31日 - 吉野俊昭、日本の実業家、ロート製薬社長（* 1950年）[175]